# Good Bye, Lenin!
De film Good bye, Lenin! (Tot ziens Lenin!) is een Duitse tragikomedie uit 2003. De belangrijkste hoofdrolspelers zijn Daniel Brühl, Katrin Saß, Maria Simon en Tsjoelpan Chamatova. De film is geschreven door Bernd Lichtenberg en geregisseerd door Wolfgang Becker.

## Verhaal
De film vertelt de lotgevallen van de Oost-Duitse familie Kerner. In 1990 probeert de jonge Alexander zijn socialistische moeder te beschermen tegen emotionele schokken die dodelijk voor haar zouden kunnen zijn nadat zij is bijgekomen uit een langdurig coma. De grootste schokkende gebeurtenis die hij moet zien te verbergen is het feit dat hun land, de DDR, inmiddels niet meer bestaat.
Het verhaal begint in de zomer van 1978, wanneer de vader van het gezin naar het Westen vertrekt voor een conferentie, maar vervolgens nooit meer terugkeert. Moeder Kristiane blijft met beide kinderen alleen achter in de DDR. Ze stort zich volledig op het socialisme, enerzijds om de leegte in haar bestaan op te vullen, anderzijds om de schijn op te houden want omdat haar echtgenoot de DDR ontvluchtte verdenken de autoriteiten haar ervan ook naar het Westen te willen vluchten.
In oktober 1989, vlak voor de omwenteling, wordt zoon Alexander gearresteerd tijdens een demonstratie, moeder is daarvan bij toeval getuige. Geschokt door het besef dat zoonlief een vijand van het socialisme is, krijgt ze ter plekke een hartaanval en raakt in coma. Als zij acht maanden later weer ontwaakt, is de wereld op zijn kop gezet: de Berlijnse Muur is gevallen en de grenzen tussen Oost- en West-Duitsland zijn open. De werkgever van Alexander is failliet en Alexander werkt nu bij een West-Berlijns elektronicabedrijf. Dochter Ariane heeft haar studie opgegeven, werkt bij Burger King en heeft een West-Berlijnse vriend gevonden. Alexander en de artsen vrezen dat de gezondheid van moeder te zwak is om de veranderingen te kunnen verdragen. Alexander besluit daarom de DDR te laten voortbestaan in zijn moeders slaapkamer. Zo serveert hij zijn moeder alleen nog levensmiddelen in verpakkingen uit de DDR-tijd en verplicht hij alle visite om zich alleen in kleding van vóór de omwenteling te vertonen. Samen met een vriend maakt hij nieuwsbulletins na, zodat hij zijn moeder nog steeds naar het journaal op de Oost-Duitse televisie kan laten kijken, en daar tevens versprekingen en andere gebeurtenissen mee te verklaren, elke keer wanneer zijn moeder per ongeluk toch met een uiting van de Duitse eenwording wordt geconfronteerd.
Wanneer Alexander en zijn zus hun inmiddels een beetje opgeknapte moeder meenemen voor een uitje, bekent zij dat het destijds de bedoeling was geweest dat ze haar man achterna zou zijn gereisd, maar dat ze dat niet gedurfd had. Ze mist haar man nog altijd en zou hem graag nog een keer terugzien. Na deze bekentenis krijgt Kristiane opnieuw een hartaanval, en belandt ze weer in het ziekenhuis. Lara, de vriendin van Alexander, besluit haar buiten medeweten van Alexander de waarheid te vertellen.
Ook Alexander realiseert zich dat zijn moeder van de Duitse eenwording moet weten, en laat een laatste nieuwsbulletin monteren. Hierin is de Duitse eenwording en de openstelling van de grenzen een initiatief van de DDR, om de West-Duitsers welkom te kunnen heten in de socialistische heilstaat. Kristiane bewondert het nieuwsbericht, maar laat haar zoon niet merken dat ze de waarheid inmiddels weet.
Drie dagen later overlijdt Kristiane alsnog. Alexander, nog steeds in de waan dat zijn moeder hem altijd geloofd heeft, is blij dat zijn moeder toch nog drie dagen van de Duitse eenheid heeft kunnen genieten. Samen met zijn zus, haar vriend, Lara en enkele vrienden uit het blok schieten ze de as van Kristiane af in een grote vuurpijl, zodat de as kan uitwaaieren naar alle windstreken.

## Rolverdeling
| Acteur              | Personage                  |
| ------------------- | -------------------------- |
| Hoofdrollen         |                            |
| Daniel Brühl        | Alexander Kerner           |
| Katrin Saß          | Christiane Kerner (moeder) |
| Tsjoelpan Chamatova | Lara                       |
| Maria Simon         | Ariane Kerner              |
| Florian Lukas       | Denis                      |
| Alexander Beyer     | Rainer                     |
| Bijrollen           |                            |
| Burghart Klaussner  | Alexanders vader           |
| Stefan Walz         | Sigmund Jähn               |

## Citaat
Ariane: Je bent in coma geraakt. Acht maanden geleden.

Moeder: Acht maanden geleden? Hoe kwam dat?

Ariane: Ja... het was...

Alexander: Het was in oktober, in de supermarkt. Er stond een enorme rij en het was heel warm en je raakte gewoon onwel.

Moeder: In oktober?

Alexander: Het was een heel warme oktober.

## Achtergrond
Vaak wordt Good bye Lenin! opgevat als louter een vorm van Ostalgie. De komische verwikkelingen rond de DDR-producten die moeder begeert maar die niet meer te krijgen zijn, geven daar ook alle aanleiding toe. Maar de film laat ook zien dat de Wende niet voor iedereen ideaal was: terwijl in de DDR iedereen een baan had, raakten velen in het nieuwe Duitsland werkloos. Buren en kennissen van Alexanders moeder denken met weemoed terug aan het socialistische verleden. Toch waarschuwt Alexander aan het eind van de film voor Ostalgie: de DDR die hij in zijn moeders slaapkamer creëerde was een ideaalbeeld dat nooit had bestaan. De scènes waarin Oost-Duitse soldaten een demonstratie in 1989 hardhandig uiteenslaan zijn daar wel het bewijs van.

## Prijzen
- 2003: Blauwe Engel op het filmfestival van Berlijn.
- 2004: César voor de beste Europese speelfilm.
- 2004: DGGB Award van de Directors Guild of Great Britain in de categorie "Outstanding Directorial Achievement in Foreign Language Film".

## Trivia
- In Duitsland trok Good Bye Lenin! zes miljoen bioscoopbezoekers. In de periode dat de film draaide groeide de populariteit van DDR-parafernalia.
- Sigmund Jähn, de eerste Duitse kosmonaut, gaf toestemming om opgenomen te worden in de film als taxichauffeur maar weigerde zichzelf te spelen. Het viel niet mee om een acteur te vinden die op Jähn leek en bovendien diens tongval had. Uiteindelijk werd gekozen voor een Zwitserse acteur, die werd nagesynchoniseerd door een andere acteur die net als Jähn afkomstig was uit het Vogtland.
- De scène in de bank werd gefilmd op 11 september 2001. Maria Simon zei later dat ze het moeilijk vond om het acteerwerk gescheiden te houden van het ongelooflijke wereldnieuws van die dag.
- In de film is een scène te zien waarin een Leninbeeld wordt afgevoerd per helikopter. In de Italiaanse film La dolce vita uit 1960 is een vergelijkbaar tafereel te zien waarin een Christusbeeld wordt afgevoerd, ook per helikopter.